# Dymecodon pilirostris
Dymecodon pilirostris é uma espécie de mamífero da família Talpidae. É a única espécie do gênero Dymecodon. É endêmica do Japão.